# Lungenheilstätte Gaisbühel

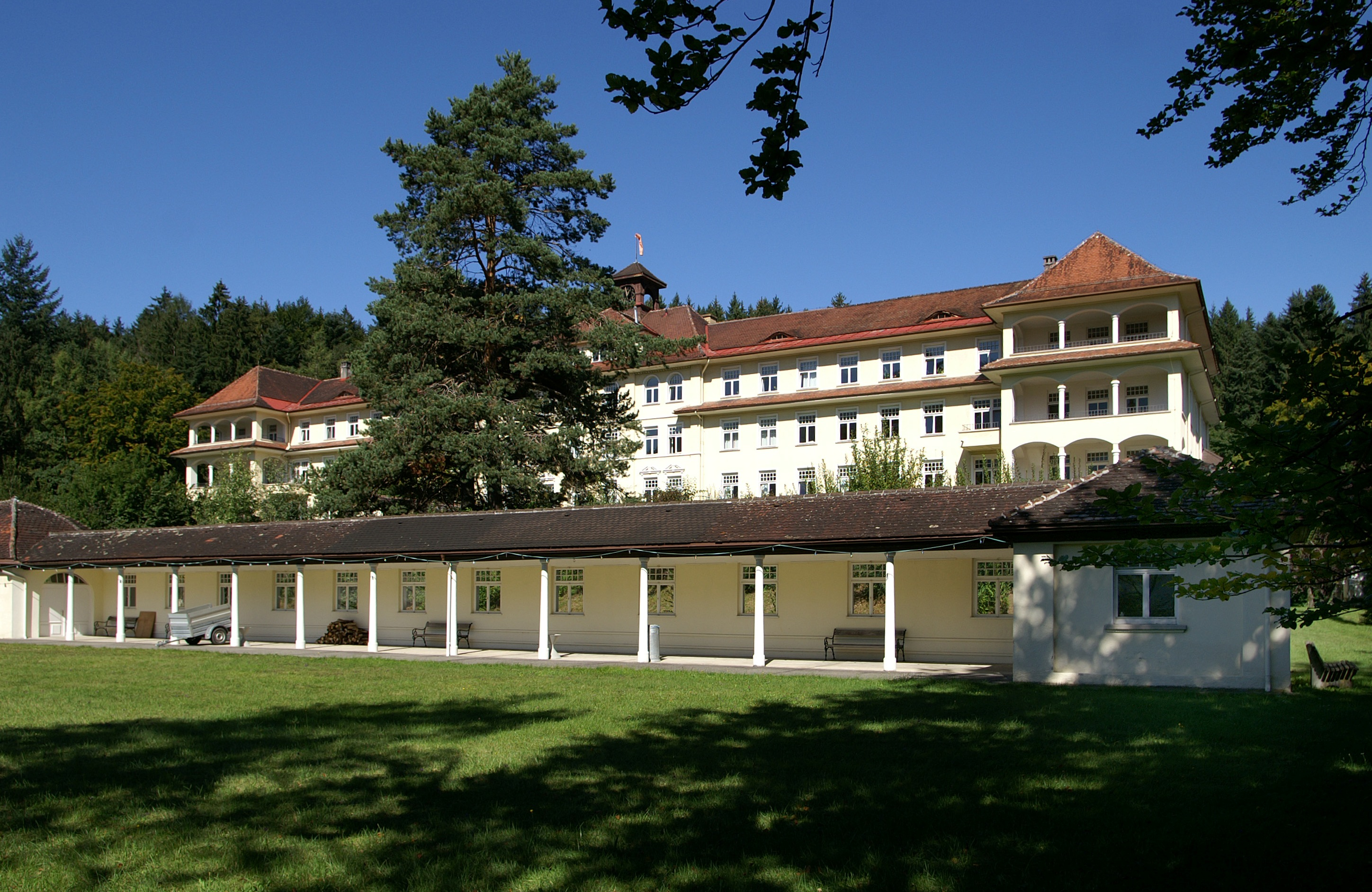
Pulmologie Gaisbühel

Die Lungenheilstätte Gaisbühel steht im Ortsteil Gaisbühel in der österreichischen Gemeinde Bludesch und nordwestlich in der Gemeinde Schlins. Die Nutzung als Krankenhaus wurde aufgelassen und das Gebäude wird jetzt zur Unterbringung von Flüchtlingen genutzt.

## Krankenhaus
Im Jahre 1915 meldete die K.u.K. Regierung den Bedarf für Tuberkuloseheilstätten. Die Lungenheilstätte Gaisbühel wurde in den Jahren 1917 bis 1920 nach den Plänen des Architekten Willibald Braun errichtet. Für die Errichtung der Zufahrtsstraße wurden auch 140 serbische Kriegsgefangene eingesetzt. Mit 11. August 1920 wurde das Krankenhaus eröffnet. Im Juni 1921 erzwang die Zerstörung der Nenzinger Wasserversorgung durch einen Erdrutsch eine Räumung der Anstalt aus sanitären Gründen, die Patienten wurden in der Not in der Wohltätigkeitsanstalt Valduna und in Anstalten in Tirol untergebracht. 1981 wurde die Lungenheilstätte dem Landeskrankenhaus Feldkirch eingegliedert. Seit 2008 steht das Gebäude leer, die Abteilung für Lungenheilkunde wurde in das Landeskrankenhaus Hohenems, die Interne E in das Landeskrankenhaus Rankweil verlegt.

## Kapelle
Die Kapelle ist ein gewölbter Betraum. In der Orgelnische ist das Gemälde Christus als Samariter von L. Scheel aus 1923. In der Altarnische sind ein Kruzifixus und vier Evangelistensymbole als Mosaikarbeit und Maria mit Kind als Figur von Jakob Summer aus 1968.